# Национално знаме на Таджикистан
Националното знаме на Република Таджикистан има правоъгълна форма и се състои се от три хоризонтално разположени цветни ивици: горната червена е равна по ширина на долната зелена ивица, а средната бяла ивица има ширина колкото двете останали взети заедно. На бялата ивица в средата има изобразена златна стилизирана корона и полукръг от седем звезди над нея. Знамето е символ на държавния суверенитет на република Таджикистан; на нерушимия съюз на работници, селяни и интелигенция; на дружбата и братството на всички народи, живеещи в страната.
Сътношението на страните на знамето е 1:2. Короната и звездите описват правоъгълник, страните на които по вертикала съставляват 0,8 градуса, а по хоризонтала 1 градус от ширината на бялата ивица. Звездите описват окръжност с диаметър 0,15 градуса и се разполагат по дъга с радиус 0,5 градуса от ширината на бялата ивица.
Приемането на новите символи на държавността на независимата Република Таджикистан е отложено, поради гражданската война в страната, последствията от която са видими. Датата на приемане е 25 ноември 1992 година.

## Интерпретация
Съгласно интерпретацията, представена на информационния портал на Таджикистан, знамето на Република Таджикистан се състои от три цвята: зелен, червен и бял. Зелената ивица символизира долините, които в страната са много малко – 7% от територията (останалата територия заета от високи планини). Бялата ивица е цветът на главното богатство на страната – памука, а също така и цвят на снега и леда по върховете на планините. Червеният цвят символизира единението на страната и братството с на таджиките с другите народи по света.
Има и други интерпретации на символиката на таджикското знаме. Според В. Саприков червената ивица от знамето олицетворява слънце, победа, тържество. Бялата – нравствената чистота на народа, снегът на заоблачените върхове по планините, които заемат 93 процента от територията на Таджикистан, при което почти половината от тези територии се намират на височина, превищаваща 3000 метра. Така белият цвят отразява и природните особености на страната. Зелената ивица представя духовната същност на исляма. Заедно с това зеленият цвят е и символ на празника Навруз (таджикската Нова година, която се отбелязва на 21-22 март). Дните на Навруз са началото на селскостопанските работи
В своята собствена интерпретация на националните символи на Таджикистан М.Ревнивцев  се обръща към религията зороастризъм, която води своето начало от времето на първата таджикска държава на Саманидите 9-10 век и която, както той уверява, се ползва с голяма популярност в средите на таджикската интелигенци и в годините на съветската власт.
По мнението на М. Ревнивцев „короната“, изобразена в центъра на националния флаг, в горната си част включва стилизирани изображения на три светилници – три свещени и неугасими огъня, които са обект на религиозните поклонения в зороастрийските храмове. Централният елемент „короната“ символизира световната планина Хара, намираща се в центъра на Света, а златната дъга в долната част на емблемата олицетворява „моста на възмездието“ Чинват, на който в Съдния Ден Заратустра ще отделя душите на праведните от тези на грешниците.
Седемте златни звезди, съгласно интерпретацията на М. Ревнивцев, символизират едно от основните понятия на зороастризма – седем добри духа Амеша Спента, които са близкото обкръжение на върховния бог Ахурамазда (Ормузда).
Изследователите също така обръщат внимание на сходствата в стилистиката и цветовите решения на националните знамена на Таджикистан и Иран – държави, населени с родствени индо-арийски народи.

## Знаме през годините
- (1991 – 1992)